# Мило Ципра
Мило Ципра (хорв. Milo Cipra; 13 листопада 1906, Вареш — 9 серпня, 1985, Загреб) — хорватський композитор.

## Життєпис
Навчався у Ф. Дугана, Франа Лхотки і Благоє Берси у Музичній академії (закінчив у 1933 році) у Загребі, там же викладав (з 1949 року — професор, у 1961—71 роках — декан композиторського факультету). 1976 року отримав Премію Владимира Назора за значні досягнення у музиці. Автор музично-критичних статей. У ранніх творах спирався на національний фольклор; надалі звернувся до неокласицизму, примикав до авангардистів.

## Твори
- Кантата про людину (Kantata о covjeku, 1958), лірична кантата для голосу і камерного оркестру Пори року (Godisnja doba, 1959);
- для оркестру — 2 симфонії (I. simfonija, 1948; II. simfonija, 1952), концертино для струнних (1956), симфонічні поеми Леда (Leda, 1965) і Діалоги (Dijalozi, 1967);
- Дубровницький дивертисмент для камерного оркестру (1956);
- Шлях сонця (Suncev put) для духового оркестру, фортепіано, арфи і ударних (1959);
- камерно-інструментальні ансамблі;
- твори для фортепіано;
- хори;
- романси;
- музика до вистав драматичного театру і кінофильмів.